# 人民法院诉讼资产网
人民法院诉讼资产网，是中华人民共和国各级人民法院司法拍卖公共网络平台，由最高人民法院司法行政装备管理局主办。

## 简介
2012年2月8日，最高人民法院常务副院长沈德咏、重庆市人民政府副市长刘学普等人一同开启“人民法院诉讼资产网”。这标志着人民法院司法拍卖工作进入新阶段。此后，全国法院的涉讼资产拍卖信息、拍卖结果全部在该网公开，司法拍卖逐步在该网开展。人民法院诉讼资产网是由最高人民法院组建并备案注册的专门性司法拍卖公共网络平台，最高人民法院负责总体管理，各高级人民法院负责各自子网站的管理。人民法院诉讼资产网拥有拍卖信息发布、网上竞买报名、随机选定拍卖机构、网上电子竞价、网上结算等功能。